# Saint-Christophe-en-Oisans
Saint-Christophe-en-Oisans – miejscowość i gmina we Francji, w regionie Owernia-Rodan-Alpy, w departamencie Isère. Ośrodek, skupiający życie całej rozległej doliny Vénéon.
Według danych na rok 1990 gminę zamieszkiwały 103 osoby, a gęstość zaludnienia wynosiła 1 osób/km² (wśród 2880 gmin regionu Rodan-Alpy Saint-Christophe-en-Oisans plasowała się wtedy na 1518. miejscu pod względem liczby ludności, natomiast pod względem powierzchni na miejscu 10.).
Niewielka wieś, której mieszkańcy trudnili się głównie sezonowym pasterstwem owiec. Wielu zajmowało się również myślistwem, polując na kozice. Poczynając od lat 70. XIX wieku ze wsi tej wywodziło się wielu przewodników górskich, w tym wybitny ród przewodników, którego protoplastą był Pierre Gaspard (ojciec). Obecnie ważny punkt obsługi ruchu turystycznego na granicy Parku Narodowego Écrins. Kilka pensjonatów z restauracjami, niewielkie, lecz interesujące muzeum alpinizmu.